# Enes Sipović
Enes Šipović  (n. 13 iunie 1988) este un fotbalist bosniac care joacă pe postul de fundaș central.

## Titluri
Oțelul Galați
- Liga I (1): 2010-2011[1]